# 칼납자루
칼납자루(Tanakia koreensis)는 잉어과에 속하는 한국고유종 민물고기이다. 원래 납지리속(Acheilognathus)에 속하였으나 2010년대 초반에 납자루속으로 재분류되었다.